# 21 (テレビ番組)

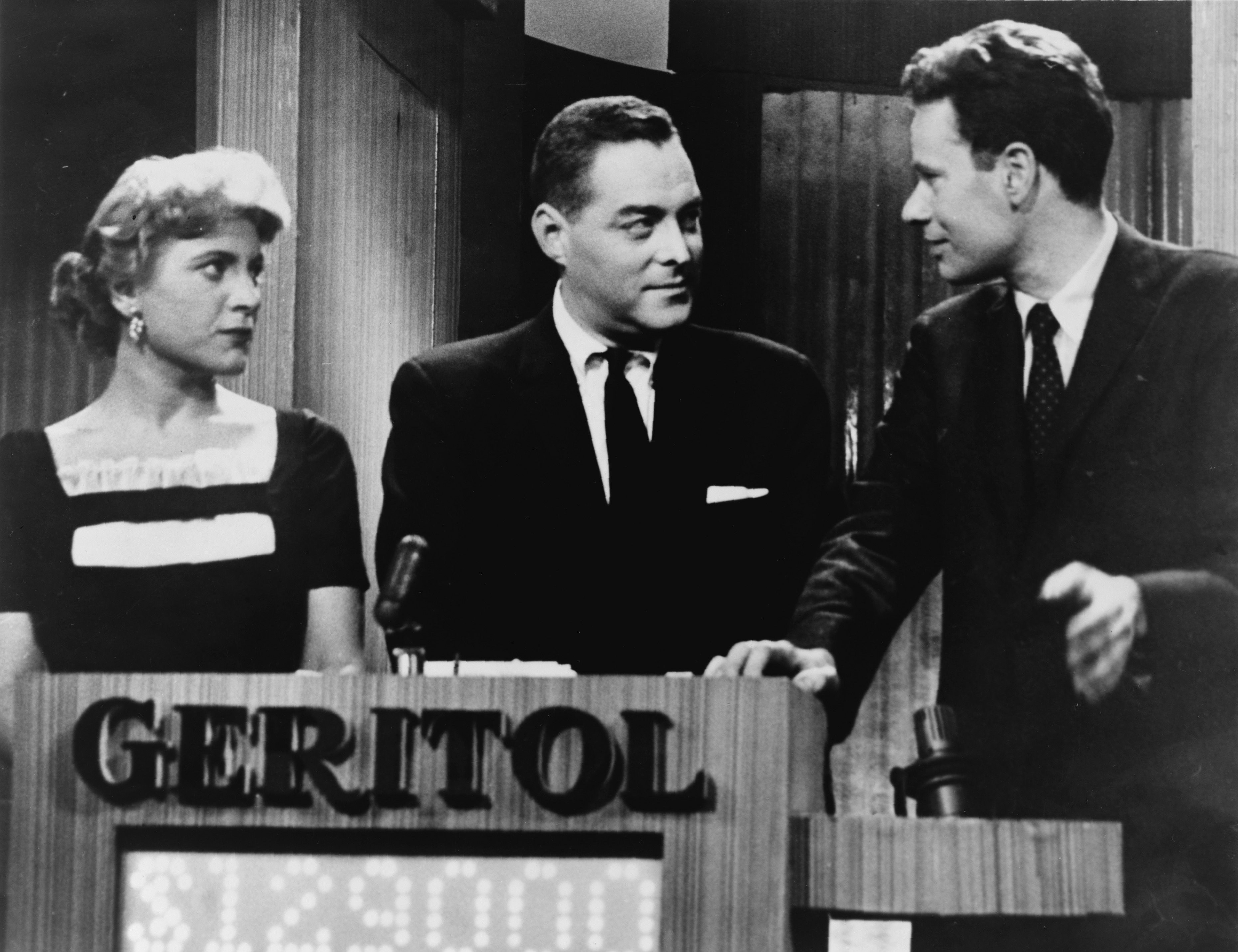
「21」の様子。真ん中にいるのが司会のジャック・バリー

『21』（トゥエンティワン、英原題：Twenty-One）は1956年から1958年までNBCによって放送されたアメリカのクイズ番組。制作はジャックバリー・ダンエンライトプロダクションズ。
1995年にはこの番組で起こったスキャンダルをもとに制作された映画「クイズ・ショウ」が公開された。

## 概要

### 1950年代アメリカのテレビ
1950年代半ば、アメリカではテレビのクイズ番組は黄金時代を迎えた。全米の家庭にテレビ受像機が急速に普及してゆくなか、高額の賞金を売り物にした番組が乱立し高視聴率を競い合った。

### 「$64,000の質問」とテレビ業界の状況
「$64,000の質問」は、CBSの30分番組として、1955年6月、午後10時から放映され、人気を呼んだ。そのため、多額の賞金を賭けた「$64,000の質問」が話題になった。
「これは一夜にして大金持になり、人々の尊敬をも勝ち得るチャンスを万人に与える番組だ。どんな人間でも、特別な存在になる能力があることを証明することができる番組なのだ」
初放映から5週間後、「$64,000の質問」はテレビ視聴率トップの座を占めた。週に1万通から2万通にのぼる自薦他薦の出場希望の手紙がテレビ局に殺到した。ただ、その当時のプロデューサーが抱えていた頭痛の種は、なかなか満額まで挑戦する出場者が出てこないことであった。
このテレビ放送で最大の利益を得たのは、スポンサーのレヴロン(大手化粧品会社)だった。1955年直後までは、レヴロンの売り上げの伸びは年間平均15%程度だった。ところが、この番組のスポンサーになったことで、最初の6ヶ月で54%の激増となり1958年には業界を完全に制覇するにまで至った。
その後、テレビ界には高額の賞金を売り物にした類似番組が氾濫した。類似番組との競争の中で、番組を魅力的にするためには不正操作を加えなければいけない、という切迫感が強くなってきていた。やがて事前審査の際、出場候補者に悟らせぬ方法で、各人の得意分野と不得意分野を調べるようになった。さらに視聴率競争の圧力が強まるにつれ、不正操作の度合いもますます激しくなっていった。
1955年秋の時点で、出場者について、容赦ない批判が加えられることも多かった。番組の明暗を分けるのは、出場者自身の資質や国民全体による出場者への共感だという思いを、プロデューサーらはますます強めていた。

### 番組「21」の登場
1956年3月、ゲームショー業界屈指のヒットメーカーであったジャックバリー・ダンエンライトプロダクションズが、新番組「21」を登場させた。トランプの同名のゲームに似せた内容で、共同経営者のダン・エンライトは、大ヒットを確信していた。二人の出場者が質問に答えて点数を重ねて争うのだが、出場者同士は互いに相手が何点取っているかは分からない。視聴者は知っているのに、出場者同士は知らない。この構図がこたえられないスリルを呼ぶと思ったのだ。しかし、この思惑は大外れとなる。放送翌日、スポンサーであるマーティ・ローゼンハウスから「どんな手でも打て。どういう意味かは分かっているはずだ」と怒りの電話がきた。スポンサーは、クイズ番組を知性や正直さとは無縁のものだと考えていた。ドラマを創り上げ、視聴者を徹底的に楽しませればいいという考えがあったのだ。こうして「21」はかなりテコ入れがなされ、たちまち爆発的な人気を獲得することとなった。

## ルール
- 競技者は通常、前回の勝者(チャンピオン)と挑戦者(チャレンジャー)の二人がおり、それぞれが個別のブースに入りヘッドフォンをつける。
- ブースの配置と照明により競技者は互いの姿や観客を見たり聞いたりすることはできない。
- ゲーム中、司会者のジャック・バリー（英語版）によりブースが「オープン」になると、競技者はヘッドフォンを通じてバリーの声が届きマイクで回答することができる。その間もう一方は「クローズド」となる。そのとき、ヘッドフォンから音楽が流れ、他の競技者の話を聞くことができず、マイクは使うことができない。
- ゲームは交互に回答していく形式で、毎回司会者席にいるバリーが100以上のジャンルから機械が選んだジャンルをアナウンスする。
- 先にチャレンジャーが1点から11点の間で点数の異なる問題を選択する。点の高いものほど難しく、いくつものパートに分かれていることが多い。
- 正解すればその分の点数を獲得し、間違えればその分減点となる。なお、0点を下回ることはない。
- その後順番はチャンピオンに移るがバリーは対戦相手の点や解答については何も言わない。
- 勝利条件は先に21点に到達することである。先にチャレンジャーが21点に達した場合、両方のブースがオープンになるが互いに情報を教えてはならない。バリーはチャレンジャーが21点に到達したことをチャンピオンに話さない。
- その後もしチャンピオンが21点に到達しないときはチャレンジャーの勝利となる。
- 先にチャンピオンが到達した場合はチャンピオンが勝利となる。同点の場合は新しいマッチを開始する。お互い21点にするためにどの問題に答えるべきか考える時間が与えられる。
- 2ラウンド経過後、ここでゲームをやめるかどうか尋ねられる。お互いが了承すればそこで終了、勝者が決定する。5ラウンド経過で自動的に終了となる。
- 勝者は勝ち越し1点ごとに500ドルを獲得する(21点〜15点なら3,000ドル獲得になる)。同点になった際は次のゲームのレートが500ドル上乗せされる。
- チャンピオンが勝利した際はこれまでの獲得金額を獲得して番組から去るか続けるかを選択できる。次の対戦相手についての情報もここで与えられる。
- チャレンジャーが勝利した場合は賞金がチャンピオンの獲得金額から差し引かれる。

## スキャンダル

### 概要
1959年11月2日の下院小委員会で、「21」で三か月以上も勝ち続け巨額の賞金を得て「国民的英雄」となったコロンビア大学教員チャールズ・ヴァン・ドーレンが「ぺてん」に関与していたことを公式に認めた。

### スキャンダルの始まり
プロデューサーのダン・エンライトがヒーローとして目をつけたのがリチャード・ジャックマンであった。ジャックマンはリハーサルに出題した問題と本番の問題がウリ二つだったことを知り、こんな八百長番組には手を貸したくないと、賞金の受け取りを拒否した。エンライトは弁解に努め、ようやく1回目の出演料を小切手で受け取らせ次回の出場もとりつけた。
その後、番組に応募してきたのがハーブ・ステンペルだった。彼の事前審査の結果は過去最高点だった。テレビ向きとは言い難いことを除いては彼は完璧な人材であった。
ハーブ・ステンペルはユダヤ人でIQ170ともいわれた。ステンペルは自ら応募して「21」に出演することになったがプロデューサーは彼を実際よりもはるかに貧しくやぼったい青年として演出した。ステンペルが勝ち続けるにつれ視聴者の受けが良くなかったのか視聴率は低下の一途を漂っていた。エンライトは好感を呼べないと判断した容姿を利用し、ステンペルの魅力的でない部分を強調することにした。後年、エンライトは「誰でも彼を見れば、負けてもらうしか選択の余地はないと思ったはずだ」と語っている。
ステンペルと会ってから数日、リハーサルを行った。エンライトの「二万五千ドルを勝ち取りたいか？」という質問にステンペルが「当たり前だ」と答えたことによって、共犯者に引きずり込んだ。たとえ将来、ステンペルに何らかの迷いが生じたとしても、もはや事実を言い立てられない言質をとったのである。

### チャールズ・ヴァン・ドーレンの台頭と人気
ハーブ・ステンペルは「21」にふさわしい勝者ではなかった。ステンペルの唯一の真価は、敗者でこそ発揮されるものなのだ。となると、正義の味方、勇敢なヒーローを探さねばならなかった。そこで、探し出したのが、チャールズ・ヴァン・ドーレンであった。彼は、勝者にふさわしい頭脳をもちながら、自分の成功にちょっと戸惑っているような控えめなところがあるのだ。親族が有名であり、本人もほとんど完璧といえる人物だとエンライトの副プロデューサーのアル・フリードマンは思った。そこで、プロデューサーはヴァン・ドーレンを口説きにかかったが、彼は、「自分は教えることがとても好きで、そのほかに望みはない、ただの遊びにしても、テレビに出ることなどまったく興味がない」と言った。そこで、フリードマンは「アメリカの教育界と教師たちをいかに助けることになるかを強調しはじめた」
「21」はあくまでもショービジネスであり、真実を追求する必要はない。ヴァン・ドーレンは出場を了承した。当初は、堂々とプレイしたいと申し入れたが、「21」では堂々とプレイしている者は誰もいないと説明された。
ハーブ・ステンペルの幕切れは、1956年12月5日の夜にやってきた。エンライトの台本に従って、ステンペルは完璧に正解が分かっている問題に誤った回答をし、ヴァン・ドーレンに敗退する手筈になっていた。ステンペルは指示どおりに演じ、結局、ヴァン・ドーレンは危険な道を突っ走ることになったのだ。ヴァン・ドーレンは、やがて15週勝ち抜きの新記録をつくり、一躍全米のヒーローとなった。
「21」はチャールズ・ヴァン・ドーレンが登場すると急速に視聴率を延ばし、1957年6月のARB視聴率調査では、31.5パーセントで第4位に躍進した。
登場回数を重ねるにつれ、ヴァン・ドーレンは自らの行為に嫌気がさし、降板したい思いを募らせていたが、こうした葛藤がいくぶん表にも滲み出ていたはずで、これがさらに人々の心をひきつけたのだった。
ヴァン・ドーレンは、自らも不正事件に加担していた事実を最終的に認めてから数週間後、「私はある役柄を演じてきた。この二、三年だけのことではない。十年も十五年も演じてきた、たぶん生まれたときからずっとね。」と語っている。実際、何千万という人々に名を知られ、その顔がタイム誌の表紙を飾るまでになるのである。
一方、ステンペルは、告発記事を売り込み、ニューヨークのある新聞に報じられた。そのとき、エンライトは、自分たちの圧倒的な成功が、テレビ以外のメディアの強烈な反撥を買っていたことにも悟らされた。また、「21」をめぐる一連の出来事は50年代特有の現象だった。10年後にあの番組を登場させていたとしても、ある程度の成功は収めただろうが、より小さい規模だったはずである。その理由は、自分たちはテレビという新しい道具の真価を知らずに弄んでいた単なるラジオの延長としか思わなかった。テレビが家庭で画面を見詰めるものたちに圧倒的な力で迫り、番組に出演する者たちを食い潰すものであるとは、少なくとも当時は気づかなかったからである。また、テレビの迫真力に誰もが馴れ切ってしまっていたはずとだ指摘されている。
やがてクイズショー・スキャンダルの調査は、下院法管理委員会に回された。下院による調査の焦点は、次第にアメリカ中に魅了していった青年、ヴァン・ドーレンに絞られてきた。彼は一貫して無実を申し立て、いかなる助言も受けていなかったと主張しつづけた。

### クイズショー・スキャンダル
クイズショー・スキャンダルの調査に当たった下院立法管理委員会の調査官、リチャード・N・グッドウィンは、委員会の非公開の場で、この番組で不正が行われた証拠は十分すぎるほど出ているが、ヴァン・ドーレンを公聴会に召喚する必要はないと考えると報告した。委員会のメンバーもこの意見に同意し、ヴァン・ドーレンは召喚せずとの決定がなされた。
ところが、ヴァン・ドーレンは、委員会に無実を宣言する電報を打たなければ、他に出演していた番組の「トゥデイ」は降ろすとNBCから通告を受けた。そこで、ヴァン・ドーレンは、委員会に無実だとの電報を打ち、委員会に召喚されることになった。
これはアメリカ自体にも深い傷を残す事件だった。この事件をアメリカの無垢な時代の終焉とみる者もいた。

### スキャンダルの結末と余波

#### ヴァン・ドーレン
スキャンダルの後、チャールズ・ヴァン・ドーレンはコロンビア大学を解雇され「トゥディ」からも降ろされた。彼は番組を去るまでに十三万八千ドルもの賞金を稼ぎ出した。自動車の値段が二千ドルだった当時としては破格の値段であった。コロンビア大学を解雇された後は教師と執筆業を生業として慎ましい生活を送りながら、権威あるブリタニカ百科事典の著者および編集者として新たな生活を送った。

#### 番組
その他関与したプロデューサーたちも不正操作を認めたが、「業界の常識」だと主張した。一方スポンサーとネットワークの番組操作に対する関与はなく、知りさえしなかったと発言した。このスキャンダルの中で、クイズ番組の番組プロデューサーはすでに契約を破棄され、番組は放送中止になっていた。それはスポンサーやネットワークが「現在は無関係だ」と言い逃れをするための「トカゲの尻尾切り」であった。しかし、これらのプロデューサーたちは、しばらく後にテレビ界に復帰した。エンライトなどは復帰したばかりでなく、エミー賞を1989年に受賞している。
これに対して、「$64,000の質問」の生みの親で、この番組の成功によりCBSテレビジョン・ネットワークの社長まで上り詰めていたコウアンは、循環器系の病気のために召喚を免れたが、その代わりにCBSを退職させられた。

#### スポンサー
スポンサーたちは予想どおり宣誓をした上で、不正操作への関与を否定した。プロデューサーたちの証言もあり、彼らがそう主張すれば、それ以上追求しようがなかった。「$64,000の質問」のスポンサーだったチャールズ・レブスンなどは、この事件以降も相変わらず番組制作に口を挟み続けた。ただし、スキャンダルの後、高額クイズ番組のほとんど全てが放送中止となったので、クイズ番組以外の番組に対してだった。

#### 放送局（ネットワーク）
ネットワークも「公共の電波」の使用者として、スポンサー以上に厳しい追及を受けたが、関係者の処分や業務停止には至らなかった。NBC社長のロバート・キントナーは「われわれは大衆と同じくこのクイズ番組の不正の犠牲者です」とまで言った。CBS社長のフランク・スタントンも、「われわれのネットワークのクイズ番組に不審なところがあるなどとは、1958年の8月までまったく気づかなかったと私はここで申し上げたい」と言っている。
スキャンダルによって窮地に立たされたネットワークであったが、スキャンダルによって放送中止になったクイズ番組の穴を埋めるため、大量の「テレフィルム」をハリウッド映画から購入した。スキャンダルで最も窮地に陥ったネットワークは、最終的にはスキャンダルをもっともよく利用し、そこからもっとも大きな利益を引き出した。

#### 司法
公聴会の後、1959年12月司法長官ウィリアム・ロジャーズは、詐欺的あるいは虚偽の番組や広告をなくすための立法措置の必要を説いた報告書をアイゼンハワー大統領に提出した。これは、通信法の修正条項となって法律化され、以後、虚偽または詐欺的広告や番組を放送した者を法で処罰できることになった。しかし、連邦通信委員会(FCC)委員長ジョン・Ｃ・ドーファーは、公共性の高い番組（報道番組、ドキュメンタリー、教育番組、選挙番組）を増やすことをネットワークに求めただけで、ネットワークの恐れた放送内容の規制にはのりださなかった。